# 格茨·冯·贝利欣根

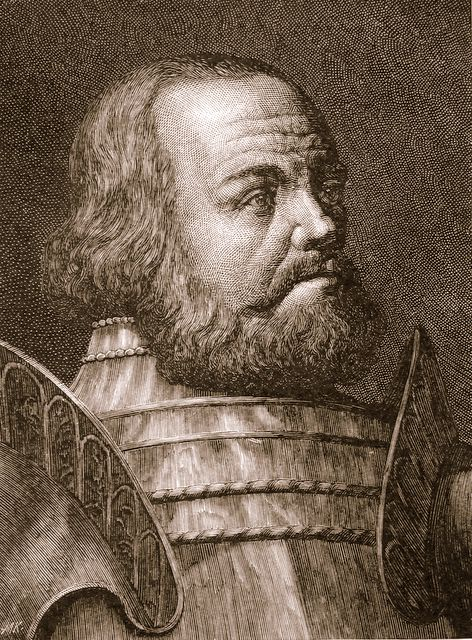
17世紀的版畫中的格茨·馮·贝利欣根。

戈特弗里德·「格茨」·馮·贝利欣根（Gottfried "Götz" von Berlichingen，1480年11月15日—1562年7月23日），又被稱為「鐵拳」格茨，是16世紀著名的德意志貴族、帝国骑士、傭兵，以及詩人。

## 生平

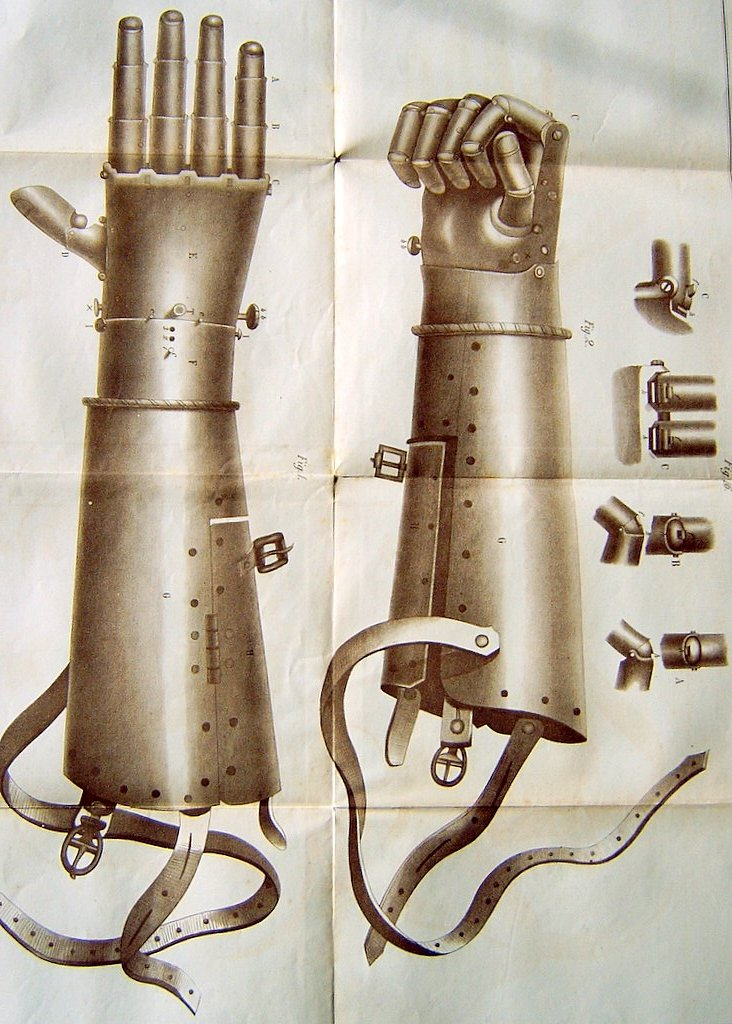
格茨的金屬義肢之一。

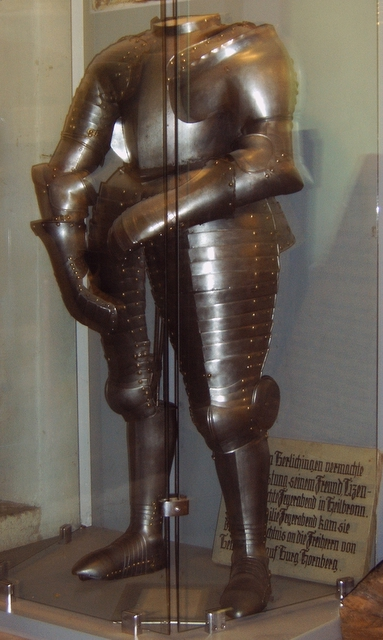
在霍恩貝格城堡內展出格茨當年所穿的盔甲。

贝利欣根家族是來自現代符騰堡地區的貴族，格茨出生於1480年，他在1517年時買下了內卡齊梅恩的霍恩貝格城堡作為居所，在當地居住到1562年逝世為止。從1498年至1544年，格茨參加了包含德意志農民戰爭在內的無數戰鬥與衝突；他在自傳中提及他以自己的名義參加了至少15場械鬥，還不包含支援盟友以對抗來自科隆、烏爾姆、奧格斯堡、士瓦本同盟，以及班貝格主教的衝突。
格茨在1497年加入了布蘭登堡─安斯巴赫藩侯腓特烈一世的麾下，隔年又參加了皇帝馬克西米利安一世的軍隊，轉戰勃艮地、洛林、布拉邦特各地，也曾在士瓦本對抗瑞士軍隊。1500年，格茨自行組織了傭兵團，向各個貴族提供武力支援。在1504年時，格茨的傭兵團協助巴伐利亞公爵阿爾布雷希特四世包圍了蘭茨胡特，但他在戰鬥中遭火砲擊中右手，失去了手肘以下的部分。儘管失去一手，格茨的軍事生涯並未因此而中斷，他為此製造了兩隻機械義肢，足以讓他固定盾牌和韁繩，甚至還可以寫字。
1512年，格茨支援福希海姆對抗紐倫堡，他劫掠了一隊由萊比錫返回紐倫堡的商人。為此，馬克西米利安一世決定對格茨祭出帝國禁令的懲罰，凍結對他生命財產的保障。格茨付出了14,000古爾登金幣的天價罰款才在1514年獲得赦免，但隨即重操舊業。1516年，格茨參加了美因茨貴族與大主教之間的鬥爭，他的傭兵們劫掠了黑森地區，還俘虜了瓦爾德克伯爵菲利浦四世，並勒索了8,400古爾登的贖金，也使他在1518年再度收到帝國禁令的懲處。
1519年，格茨加入了符騰堡公爵烏爾里希的部下，支持他對抗士瓦本同盟；格茨的傭兵團駐守於莫克繆爾，但最終仍因為彈盡援絕而不得不投降，又因為違反投降的條件而被送到遭他多次搶掠的海爾布隆囚禁。他的同伴格奧爾格·馮·弗倫茲貝格與法蘭茨·馮·錫金根在1522年時以2,000古爾登的贖金與不再與士瓦本聯盟為敵的承諾作為代價，幾經波折後救出了格茨。
在德意志農民戰爭爆發後，格茨投向了叛軍一方，與歐登瓦爾德一帶的帝國軍作戰。他自稱並非真心支持叛亂，只是因為別無選擇，加上自己有義務遏止動盪；然而格茨根本無法阻止叛軍與農民，只能在一個月後躲回自己的城堡中，直到動亂結束。戰後，格茨被帝國議會召喚到施派爾以解釋自己在農民戰爭中的行為，後獲得無罪釋放；但士瓦本聯盟也來向他清算舊帳，格茨在1528年11月時被誘騙到奧格斯堡逮捕，他在當地被囚禁了一年，直到重申他在1522年的誓言，並答應不再離開他的領地後，才在1530年獲釋。
此後，格茨一直留在自己的封地中，直到皇帝卡爾五世在1540年宣布赦免他為止。格茨在1542年參加了皇帝的軍隊，以對抗入侵匈牙利的奧斯曼土耳其；又在1544年協助抵抗法國人的進攻。在對抗法國的戰爭結束後，格茨回到家鄉安度晚年，他於1562年7月23日在霍恩伯格的城堡內逝世，留有七個兒子與三個女兒在世。

## 遺緒
- 格茨·馮·贝利欣根的自傳手稿於1731年出版，至今已多次再版。
- 歌德以格茨的自傳為基礎，於1773年發表了劇作《鐵拳騎士格茨·馮·贝利欣根》（Götz von Berlichingen, 1773），其中又以「他可以舔我的屁股」（Er kann mich im Arsche lecken!）一句台詞生動的描繪了格茨的形象。
- 沙特的劇作《惡魔與神》將格茨描述為一位存在主義者。
- 在二次大戰中，納粹武裝親衛隊的亲卫队第17師以格茨·馮·贝利欣根命名；而海軍的U-59号潜艇 (1938年)與U-70号潜艇 (1940年)兩艘潛水艇也以格茨的鐵手作為徽記。
- 同樣在二次大戰，德國海軍也有一艘以格茨·馮·贝利欣根命名的武裝商船，這艘船在戰爭期間被派往日本。
- 當代德國海軍的第二快速巡邏艇中隊（2. Schnellbootgeschwader）在1958到2006年間也以了格茨的鐵手作為隊徽。